# Орте
О̀рте (на италиански: Orte) е град и община в Централна Италия, провинция Витербо, регион Лацио. Разположен е на 132 m надморска височина. Населението на общината е 9330 души (към 2010 г.).